# Carl-Bertil Widell

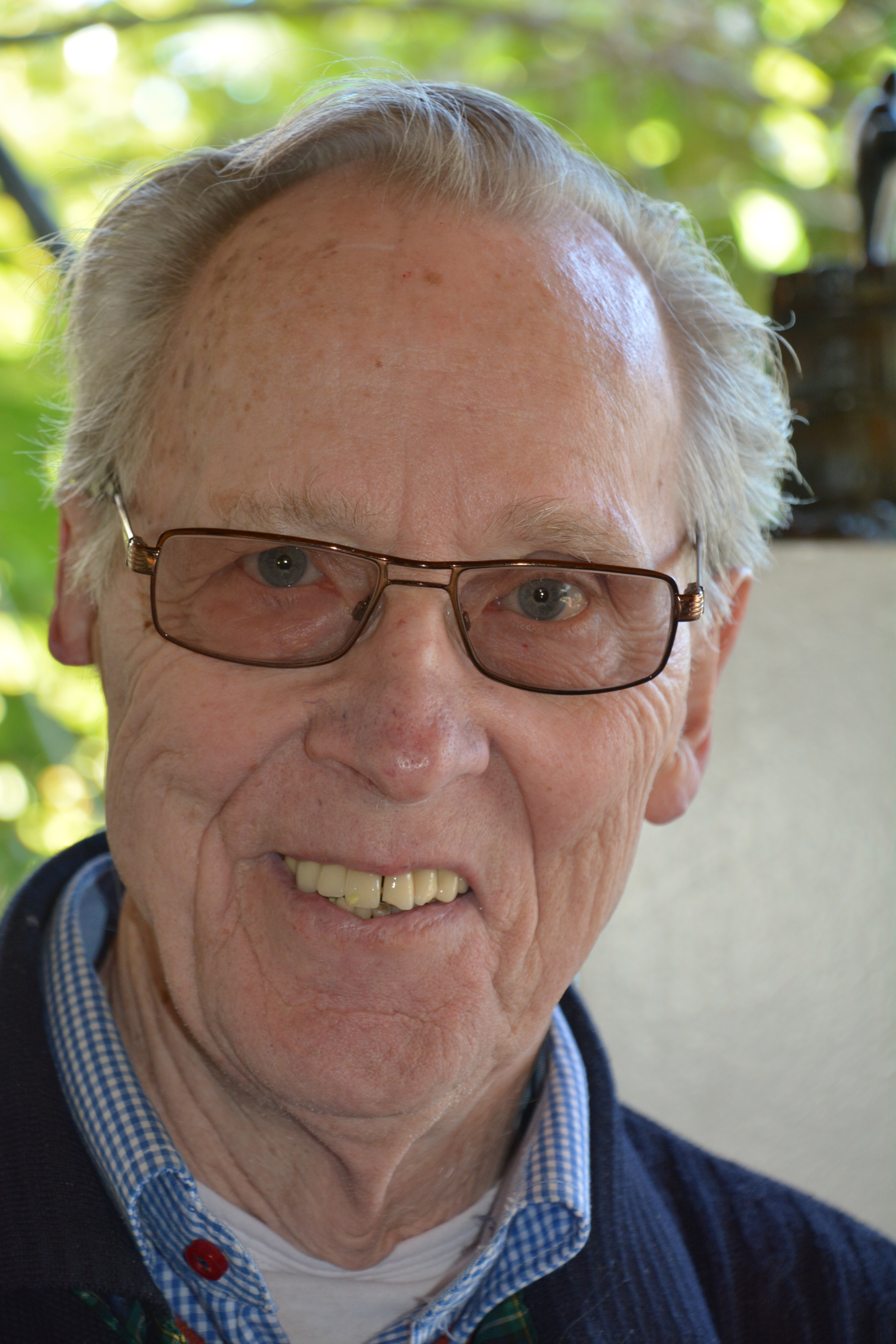
Carl-Bertil Widell.

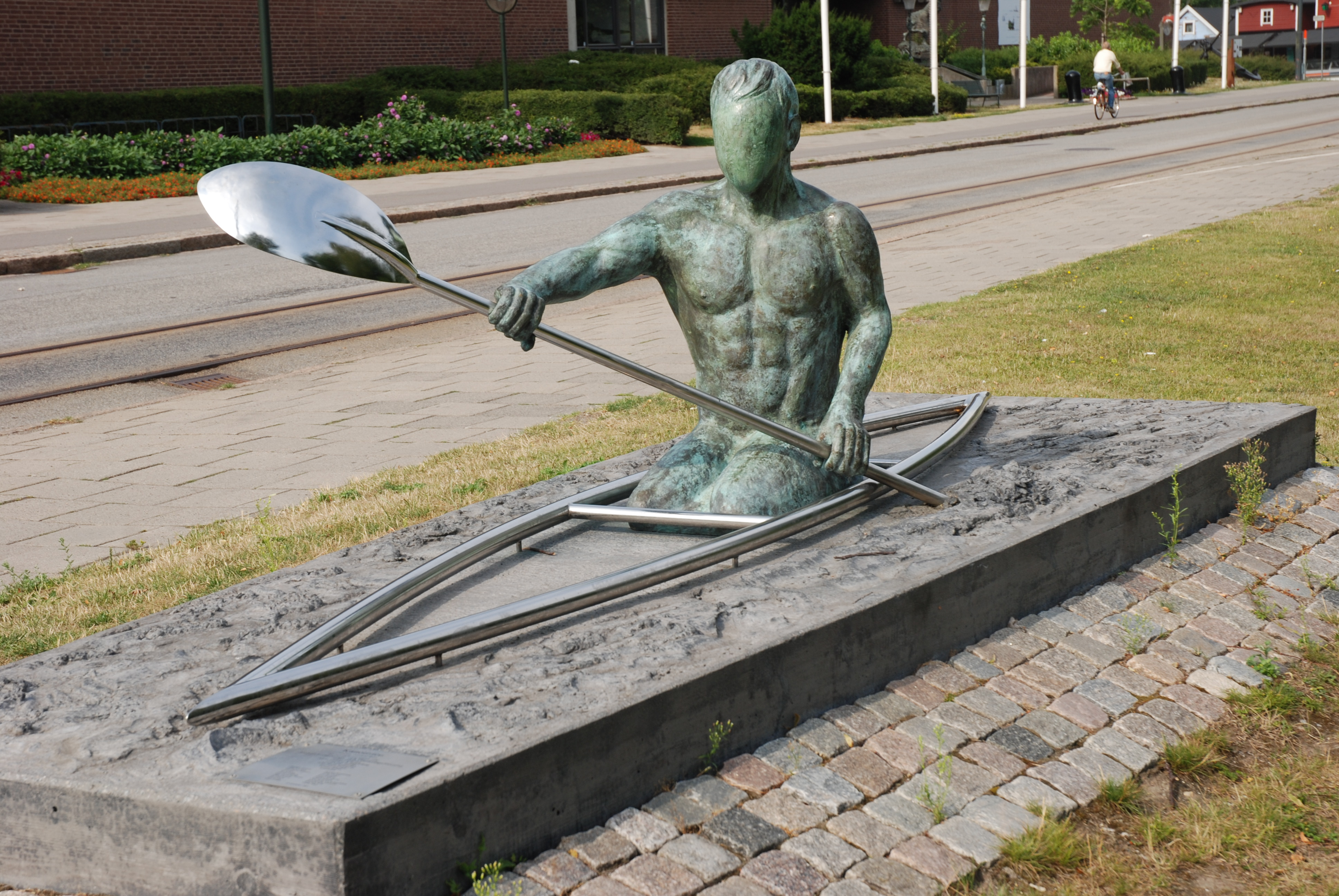
Kanotisten i Malmö.

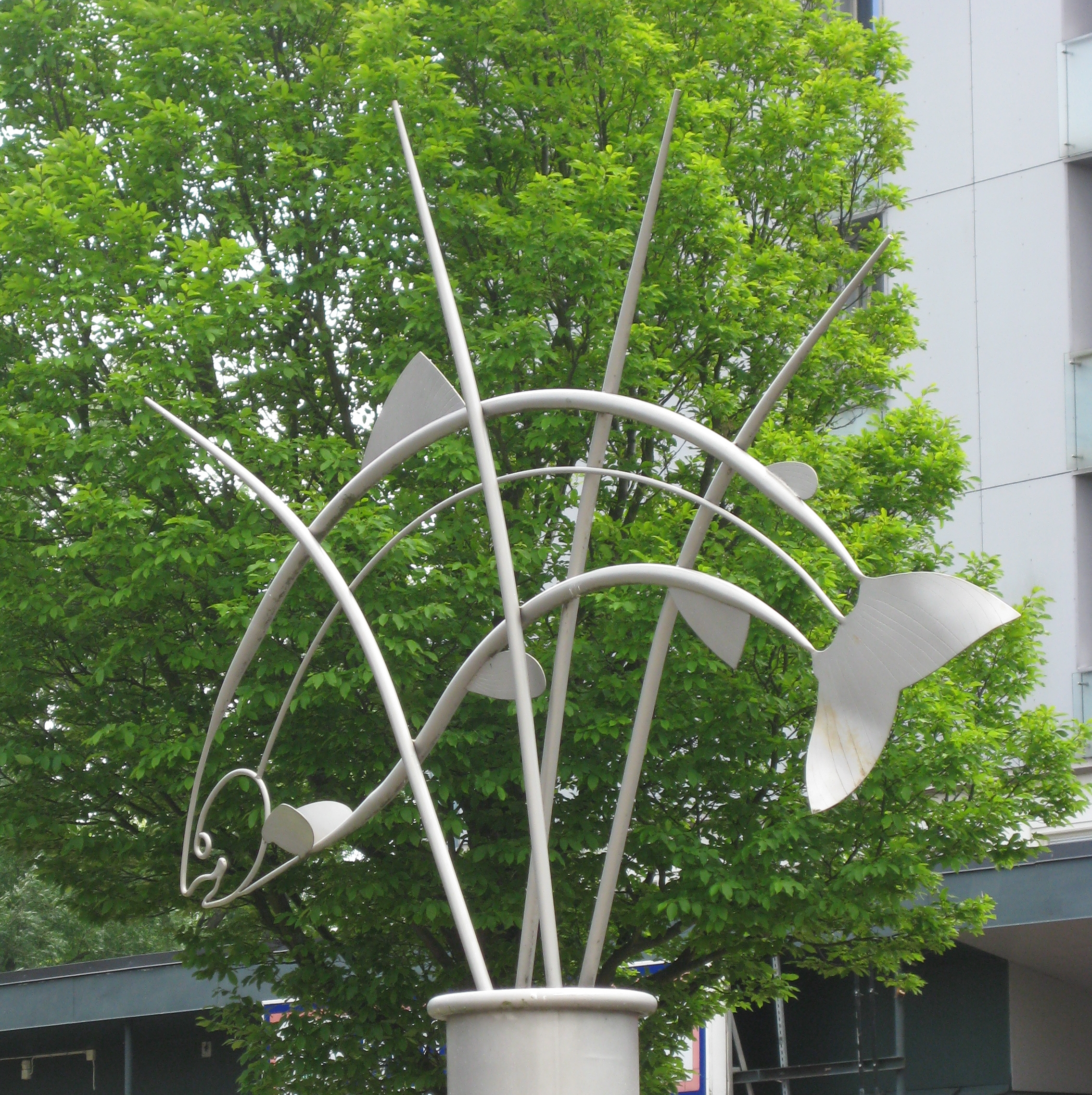
Laxlek i Malmö.

Carl-Bertil Widell, född 1 oktober 1935 i Malmö, död 26 oktober 2016 i Malmö, var en svensk hovkonditor och skulptör.
Carl-Bertil Widell utbildade sig till konditor. Han utbildade sig sedan för skulptören Tove Persson i Malmö 1950–1954 och 1960–1964, Tage Nilsson i Karlskrona och Jules Schyl 1962–1968.
Hans yrkesutövning i konditoribranschen har satt sina spår i konstverken, vilka omfattar gränsöverskridande verk i bland annat brons och marsipan. En del av de senare visas i ett marsipanmuseum i staden Ozd i Ungern.
Carl-Bertil Widell skapade bland annat bronsskulpturen Kanotisten på Malmöhusvägen i Malmö, nära Malmö Kanotklubb i Malmö. Han har mottagit Malmö stads hederstecken.
I december 2006 tillverkade han ett helt julbord i marsipan för Katrinetorp i Malmö. Widell är gravsatt på Limhamns kyrkogård.

## Offentliga verk i urval
- Kanotisten (2007), brons och stål, Malmöhusvägen i Malmö, utanför Malmö kanotklubb
- Laxlek (2006), brons, Lorensborgs torg, Malmö
- Häger (2008), brons, Buckingham Palace, London
- Hägern (2008), brons, Sofiero, Helsingborg
- Clownen Miko (2014), brons, Folkets Park, Malmö